# Classe Arcona

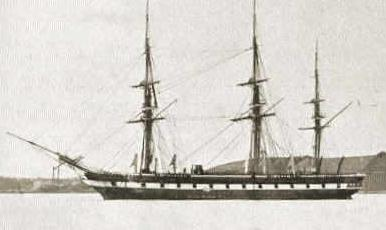
Corvette prussienne SMS Arcona.

La classe Arcona est une classe de cinq corvettes couvertes construites pour la marine prussienne à la fin des années 1860 et 1870. Les navires sont le SMS Arcona, le SMS Gazelle, le SMS Vineta, le SMS Hertha et le SMS Elisabeth. La dénomination des navires ne suit aucun schéma particulier.
Les corvettes de la classe sont commandées au cours de la reconstruction de la marine prussienne et doivent servir dans le service régulier de la flotte et plus tard dans des missions prolongées dans les zones d'intérêt outre-mer de la Prusse et de l'Empire allemand. L'armement principal consiste en une batterie de 28 canons de 68 livres. Les navires sont considérés comme des corvettes à vapeur modernes et disposent d'un équipement de navigation complet pour compléter la machine à vapeur lors de longs voyages opérationnels à l'étranger.
En 1884, les navires de la classe sont supprimés du registre des navires, seul l'Elisabeth est resté en service actif dans la flotte jusqu'en 1887.

## Histoire
La classe Arcona est la première classe de grands navires de guerre construits par la Prusse depuis l'époque de la marine électorale brandebourgeoise. Tous les navires de la classe sont construits au chantier naval royal de Dantzig en trois lots de construction aux dimensions légèrement différentes. Arcona et Gazelle forment le premier lot, Vineta et Herta le second et Elisabeth le dernier lot. La frégate à voile Thetis, que la Prusse a acquise de l'Angleterre en 1855, sert de modèle pour la conception de base. C'est aussi la première classe de navires construits dans un État allemand à être équipés de machines à vapeur.
L'acquisition de ces navires est motivée par le fait que, dès la fin des années 1850, les intérêts commerciaux prussiens se développent sur les marchés d'outre-mer en Asie, en Amérique centrale et du Sud et dans le Pacifique, où ils entrent en conflit avec les intérêts d'autres puissances européennes qui excluent les entreprises prussiennes de leurs activités dans leurs zones d'intérêts d'outre-mer. En conséquence, le commandement de la marine décide d'équiper les navires de la classe Arcona non seulement de l'innovation technique de la force à vapeur, mais aussi de voiles traditionnelles avec un grand rayon d'action correspondant, et de les utiliser comme soi-disant stationnaires pour protéger les intérêts prussiens et allemands et pour continuer à projeter sa puissance, souvent aussi dans le sens d'une politique de canonnière, dans des stations navales établies outre-mer.
Après sa mise en service en 1859, le navire type Arcona est logiquement affecté au service étranger et participe à l'expédition prussienne en Asie de l'Est. La Gazelle remplit également cette fonction à partir de 1862. Pendant la guerre des Duchés, seuls Arcona et Vineta, qui ne sont pas encore totalement opérationnels, participent activement aux combats. L'Arcona sert de navire amiral au capitaine Eduard von Jachmann lors de la bataille navale près de Jasmund. En 1868, le Vineta est le premier navire de guerre de la marine prussienne à effectuer un tour de monde. Aucun des navires n'est activement impliqué dans la guerre austro-prussienne ou la guerre franco-prussienne. Dans les années 1870, les navires continuent à être utilisés comme navires stationnaires à l'étranger, en particulier dans les Caraïbes, la Méditerranée et le Pacifique.
Dès 1869, l'Arcona est utilisé comme navire-école pour les cadets de la marine et effectue à ce titre un tour du monde à partir de 1873. La Gazelle entreprend également une circumnavigation de juin 1874 à avril 1876. Cependant, celui-ci est réalisé à des fins de recherche, entre autres, pour observer le transit de Vénus en 1874 sur les Kerguelen.
Jusqu'au milieu des années 1870, les navires des deux premiers lots de construction sont également retirés du service de front et utilisés comme navires-écoles. Tous ces navires sont rayés des listes de la flotte en 1884 et vendus plus tard pour être démolis. Seule l'Elisabeth est resté en service naval actif jusqu'en 1887, effectuant de nombreuses levées de drapeau dans les futures colonies allemandes ultérieures d'Afrique et d'Océanie et faisant partie des escadres de croiseurs de la marine impériale. À partir de 1887, il est utilisé comme ponton et n'est démantelée qu'en 1904 à Stettin.

## Caractéristiques générales
Arcona et Gazelle mesurent 63,55 m à la flottaison et 71,95 m de long hors tout, avec un bau de 13 m et un tirant d'eau maximum de 6,35 m. Le déplacement de conception est de 1928 t, avec une pleine charge, les navires déplacés jusqu'à 2391 t.
Les navires du deuxième lot de construction sont légèrement plus longs à 65,50 m à la flottaison et 73,32 m hors tout. La largeur était de 12,9 m et le tirant d'eau maximum est de 6,53 m. Avec un déplacement de conception de 2113 t et une charge maximale de 2504 t, ces navires sont également plus lourds que ceux du premier lot de construction.
L'Elisabeth, en tant que navire du troisième lot de construction, mesure 71,5 m de long à la flottaison et 79,35 m hors tout, avec une largeur de 13,2 m et un tirant d'eau maximum de 6,40 m. C'est le plus grand navire de la classe. Le déplacement de conception est de 2454 t, avec une pleine charge, le navire déplace jusqu'à 2912 t.
Les coques de tous les navires sont de construction en bois à ossature transversale avec un rabotage carvel, clouté de plaques de cuivre pour empêcher la biocorrosion lors des déploiements à l'étranger plus longs où les installations du chantier naval ne sont pas facilement disponibles.
L'équipage du navire est composé de 380 hommes. Tous les navires ont un certain nombre de dériveurs de types non spécifiés.

## Propulsion
Les navires de la classe Arcona sont propulsés par une machine à vapeur marine horizontale à 2 cylindres utilisant une hélice à vis à 2 pales d'un diamètre de 4,8 m. Les moteurs à vapeur proviennent d'Angleterre et avaient des puissances légèrement différentes d'un navire à l'autre, allant de 1320 ch (Gazelle) à 1580 ch (Vineta). Avec 2440 ch, l'Elisabeth a nettement plus de puissance que ses navires frères. La vapeur est fournie par quatre chaudières au charbon sur tous les navires. Les gaz d'échappement sont canalisés dans un seul entonnoir rétractable au milieu du navire. En plus de l'indépendance vis-à-vis du vent, la machine à vapeur permet également aux navires d'être indépendants de l'approvisionnement en eau potable de la terre grâce à un alambic à vapeur. Les navires sont également équipés d'un gréement complet avec une surface de voilure uniforme de 2200 m².
Les navires ont une vitesse prévue de 12 nœuds (22 km/h), seuls les navires du deuxième lot de construction sont légèrement plus lents à 11,7 nœuds.

## Armement
Une fois terminé, l'armement principal à Arcona, Vineta et Hertha se compose de 28 canons de 68 livres. Gazelle et Elisabeth ont un armement principal différent de six canons de 68 livres et de vingt canons de 36 livres. Toutes ces armes sont à chargement par la bouche. À partir de 1870 ces armes sont remplacées par dix-sept canons annulaires de 15 cm (Rk) de calibre L/22 et deux de 12,5 cm Rk L/23. Il s'agit de chargeurs de culasse plus modernes. Les canons de 15 cm ont une portée de 5 000 m.

## Navires
| Bateau        | Chantier naval                | Lancement        | Mise en service   | Radiation du registre des navires | Fin                  |
| ------------- | ----------------------------- | ---------------- | ----------------- | --------------------------------- | -------------------- |
| SMS Arcona    | Chantier naval royal, Dantzig | 19 mai 1858      | 15 avril 1859     | 18 mars 1884                      | mis au rebut en 1884 |
| SMS Gazelle   | Chantier naval royal, Dantzig | 19 décembre 1859 | 15 mai 1862       | 1884                              | mis au rebut en 1906 |
| SMS Vineta    | Chantier naval royal, Dantzig | 4 juin 1863      | 3 mars 1864       | 1884                              | mis au rebut en 1897 |
| SMS Herta     | Chantier naval royal, Dantzig | 1er octobre 1864 | 1er novembre 1865 | 1884                              | mis au rebut en 1902 |
| SMS Elisabeth | Chantier naval royal, Dantzig | 10 octobre 1868  | 29 septembre 1869 | 20 septembre 1887                 | mis au rebut en 1904 |